# 1996-os magyar teniszbajnokság
Az 1996-os magyar teniszbajnokság a kilencvenhetedik magyar bajnokság volt. A bajnokságot augusztus 14. és 20. között rendezték meg Nyíregyházán.

## Eredmények
| Versenyszám  | Arany                                                          | Arany | Ezüst                                                        | Ezüst | Bronz | Bronz |
| ------------ | -------------------------------------------------------------- | ----- | ------------------------------------------------------------ | ----- | --- | ----- |
| Férfi egyéni | Barátosi Levente Újpesti TE                                    |       | Jancsó Miklós LRI-Malév SC                                   |       | Bóta Gábor MTKHultai Gergely MTK                                                                                         |       |
| Női egyéni   | Noszály Andrea Bp. Spartacus                                   |       | Mandula Petra Vasas SC                                       |       | Ferenczi Tímea Újpesti TEFöldényi Annamária Vasas SC                                                                     |       |
| Férfi páros  | Keresztes Krisztián, Hornok Miklós BSE                         |       | Pákay Péter, Rajó Balázs Vasas SC, III. ker. TVE             |       | Böröczky Zoltán, Szilágyi Csaba LRI-Malév SCDajka László, Nándori Levente Újpesti TE, PÁRA TC Érd                        |       |
| Női páros    | Gubacsi Zsófia, Kovács Krisztina Bp. Honvéd, Balatonboglári SC |       | Noszály Andrea, Piski Andrea Bp. Spartacus                   |       | Karai Annamária, Somorjai Orsolya BSE, Bp. SpartacusBerecz-Szatmári Kinga, Molnár Eszter Zalaegerszegi TE, Bp. Spartacus |       |
| Vegyes páros | Szilágyi Csaba, Mandula Petra LRI-Malév SC, Vasas SC           |       | Nándori Levente, Somorjai Orsolya PÁRA TC Érd, Bp. Spartacus |       | Úr Csaba, Stadler Ildikó Soproni VSE, VolleyDajka László, Hóman Gabriella Újpesti TE, Pécs VTC                           |       |